# Nothobomolochus teres
Nothobomolochus teres (лат.) — вид эктопаразитических морских веслоногих раков из семейства Bomolochidae.

## Описание
Длина тела взрослой особи 1,5 мм, ширина около 0,5 мм (широчайшая точка головы). Данный вид от других видов в своём роде отличается следующими признаками:
- базальная (основная) часть антенн (усиков) с сильным искривлением; первый и второй членики усиков образуют острый угол;
- количество перовидных вторичных придатков редуцировано (12); очень разные в длине;
- ветвь фурки трубчатая, примерно в три раза длиннее своей ширины; одна из щетинок ветви фурки сильно утолщённая и удлинённая.

## Экология
Паразитирует на некоторых рыбах атлантическом менхэдене и Brevoortia smithi.